# Jussy (Mosela)
 Jussy  es una población y comuna francesa, en la región de Lorena, departamento de Mosela, en el distrito de Metz-Campagne y cantón de Ars-sur-Moselle.

## Demografía
| 281 | 317 | 368 | 396 | 418 | 475 |
| Para los censos de 1962 a 1999 la población legal corresponde a la población sin duplicidades (Fuente: INSEE [Consultar]) |     |     |     |     |     |